# Castlecliff
Castlecliff est une banlieue de la cité de Whanganui, située le  District de Whanganui et la région de Manawatū-Whanganui dans l’Île du Nord de la Nouvelle-Zélande.

## Démographie
Castlecliff, comprenant les zones statistiques de Castlecliff West, Castlecliff East et Balgownie,  couvre 8,46 km2.
La localité avait une population de 3 630 habitants lors du recensement de 2018 en Nouvelle-Zélande, en augmentation de 444 personnes( soit 13,9 %) depuis le recensement de 2013 en Nouvelle-Zélande, et en augmentation de 210 personnes ( soit 6,1 %) depuis le recensement de 2006 en Nouvelle-Zélande. 
Il y avait 1 341 logements. 
On comptait 1 830 hommes et 1 797 femmes, donnant ainsi un sexe-ratio de 1,02 homme pour une femme, avec 861 personnes ( soit 23,7 %) âgées de moins de 15 ans, 678 personnes (18,7 %) âgées de 15 à 29 ans, 1 584 personnes (43,6 %) âgées de 30 à 64 ans, et 510 personnes (14,0 %) âgées de 65 ans ou plus.
L’ethnicité était pour 70,0 % européens/Pākehā, 42,4 % Māori, 4,7 % peuples du Pacifique, 2,6 % asiatiques, et 1,8 % d’autres ethnicités (le total fait plus de 100 % dans la mesure où une personne peut se déclarer issue de multiples origines ethniques).
,
La proportion de personnes nées outre-mer était de 7,9 %, comparée avec les 27,1 % au niveau national.
Bien que certaines personnes objectent à donner leur religion, 54,1% n’avait pas de religion, 28,1% étaient  chrétiens, 0,4 % étaient hindouistes, 0,5 % étaient bouddhistes et  8,8 % avaient une autre  religion.
Parmi ceux d’au moins 15 ans d’âge, 234 personnes (8,5 %) avait un niveau de licence ou un degré supérieur et 792 personnes (28,6 %) n’avaient aucune qualification formelle. 
Le statut d’emploi de ceux d’au moins 15 ans était pour 1 119 personnes (soit 40,4 %) employés à plein temps, 369 personnes (soit 13,3 %) étaient employées à temps partiel et 189 personnes (soit 6,8 %) étaient sans emploi.
| Nom              | Population      | Logements | âge médian | revenus médians |
| ---------------- | --------------- | --------- | ---------- | --------------- |
| Castlecliff West | 1 593 personnes | 636       | 40,8 ans   | 22,400 $        |
| Castlecliff East | 1 917 personnes | 651       | 33,1 ans   | 21,800 $        |
| Balgownie        | 120 personnes   | 54        | 47,5 ans   | 23,100 $        |
| Novelle-Zélande  |                 |           | 37,4 ans   | 31,800 $        |

## Éducation
- L’école de Castlecliff est une école primaire accueillant des enfants de 1 à 6 ans [6],[7] avec un effectif de 190 élèves en mars 2021[8].

- L’école «Aranui School» est une autre école primaire, accueillant les enfants de l’année 1 à 6 [9] avec un effectif de 70 élèves [10].

- L’école de «Kokohuia School» est une école primaire allant de l’année 1 à 8 [11] avec un effectif de 139 élèves[12].

- L’école «Te Kura Kaupapa Māori o Tupoho» est une école primaire de type immersion complète en langue Māori (en) acceillant les enfants de l’année 1 à 8 [13] avec un effectif de 149 élèves[14].